# Puntius jacobusboehlkei
Puntius jacobusboehlkei е вид лъчеперка от семейство Шаранови (Cyprinidae).

## Разпространение
Видът е разпространен в реките Меконг и Чао Прая в Камбоджа, Виетнам, Лаос и Тайланд.

## Описание
Този вид може да достигне дължина от 12 см.